# حسین شهریاری
حسین شهریاری (زادهٔ ۱۳۱۴) سیاستمدار ایرانی است. وی از اعضای قدیمی حزب پان ایرانیست است.